# ولادیمیر شالایف
ولادیمیر شالایِف (انگلیسی: Vladimir Shalaev؛ زاده ۱۸ فوریه ۱۹۵۷) فیزیک‌دان اهل ایالات متحده آمریکا است که بیشتر به خاطر مشارکت‌هایش در زمینه‌های نانوفوتونیک و فراماده‌های نوری شناخته می‌شود.